# 大石いづみ
大石 いづみ（おおいし いづみ、1978年9月27日 -）は愛知県大府市出身の日本の柔道家。52kg級及び57kg級の選手。現役時代の身長は158cm。

## 人物
バルセロナオリンピック78kg級金メダリストの吉田秀彦や63kg級でオリンピック2連覇の谷本歩実を輩出したことで知られる大石道場の指導者である大石康の次女。姉の大石愛子は広島アジア大会の66kg級で優勝している。兄の大石公平は大成高校女子柔道部の監督を務める。
大府北中学3年の時には全国中学校柔道大会の52kg級決勝で松葉中学3年の小坂知己を破って優勝した。1994年には福岡県の柳川高校へ進んだ。2年先輩には後のアテネオリンピック78kg級金メダリストの阿武教子がいた。1年の時には金鷲旗で優勝すると、世界ジュニア代表選考会52kg級でも優勝したが、世界ジュニアでは5位に終わった。高校選手権には56kg級に出場して決勝まで進むも、市立柏高校1年の小坂に敗れた。2年の時には金鷲旗でチームの6連覇に貢献した。
1997年に筑波大学へ進学すると、1年の時には体重別と優勝大会で3位となった。2年の時には体重別57kg級の決勝で純真女子短大2年の日下部基栄に敗れた。優勝大会では埼玉大学との初めてとなる国立大学同士の決勝に敗れて2位だった。3年の時には正力杯で優勝すると、優勝大会でも決勝で埼玉大学を破って学生2冠を達成した。4年の時には優勝大会で3位、正力杯では2位にとどまった。
2001年には塩谷建設の所属となると、2002年には実業個人選手権52kg級で3位となった。2003年には講道館杯で決勝まで進むが、三井住友海上の横沢由貴に敗れて2位だった。2004年の講道館杯では3位だった。引退後は大成高校の女子柔道部監督となって、リオデジャネイロオリンピック48kg級銅メダリストで世界チャンピオンの近藤亜美などを指導した。さらには結婚して堀田姓となると、龍谷大学で指導にあたることとなった。

## 主な戦績
52kg級での戦績
- 1993年 - 全国中学校柔道大会 優勝
- 1994年 - 金鷲旗 優勝
- 1994年 - 世界ジュニア 代表選考会 優勝
- 1994年 - 世界ジュニア 5位

56kg級での戦績
- 1995年 - 高校選手権 2位
- 1995年 - ドイツジュニア国際 3位
- 1995年 - 金鷲旗 優勝
- 1997年 - 体重別 3位
- 1997年 - 優勝大会 3位

57kg級での戦績
- 1998年 - 体重別 2位
- 1998年 - 優勝大会 2位
- 1999年 - 正力杯 優勝
- 1999年 - 優勝大会 優勝
- 2000年 - 優勝大会 3位
- 2000年 - 正力杯 2位

52kg級での戦績
- 2002年 - 実業個人選手権 3位
- 2003年 - 講道館杯 2位
- 2004年 - 講道館杯 3位

(出典、JudoInside.com)